# Kinosternon flavescens
Espèce
Synonymes
- Kinosternon flavescens spooneri Smith, 1951

Statut de conservation UICN

 LC  : Préoccupation mineure
Kinosternon flavescens est une espèce de tortues de la famille des Kinosternidae.

## Répartition
Cette espèce se rencontre :
- au Mexique dans les États du Chihuahua, du Coahuila, du Nuevo León et du Tamaulipas ;
- aux États-Unis dans les États d'Arizona, du Colorado, de l'Illinois, de l'Iowa, du Kansas, du Missouri, du Nebraska, du Nouveau-Mexique, de l'Oklahoma et du Texas.

Sa présence est incertaine de l'État de Veracruz au Mexique et dans l'Arkansas aux États-Unis.

## Publication originale
- Agassiz, 1857 : Contributions to the Natural History of the United States of America. Little, Brown & Co., Boston, vol. 1, p. 1-452 (texte intégral).